# Anton Hadăr

Anton Hadăr

Anton Hadăr (n. 1 decembrie 1958 la Ludești, Dâmbovița) este un inginer, profesor universitar și lider al Federației Naționale Sindicale Alma Mater.
A realizat numeroase invenții și inovații pentru care a fost premiat, în special peste hotare.
S-a afirmat cu precădere în următoarele domenii științifice:
- Rezistența materialelor compozite stratificate;
- Analiza numerică a structurilor realizate din materiale izotrope și anizotrope;
- inventică
- biomecanică
- analiză experimentală a structurilor.